# Le legioni di Cleopatra
Le legioni di Cleopatra è un film del 1959, diretto da Vittorio Cottafavi.

## Trama
Nell'anno 30 a.C. il console Curridio viene incaricato da Ottaviano di recarsi ad Alessandria d'Egitto per convincere Antonio, già sconfitto ad Azio, ad abbandonare Cleopatra ed a rientrare a Roma, evitando un nuovo scontro. Curridio, scelto per questo incarico perché amico di entrambi, si reca in città in incognito, ma trova diverse difficoltà ad avvicinare Antonio.
Nel frattempo si innamora della affascinante e misteriosa danzatrice Berenice: in realtà è la stessa Cleopatra che ama confondersi tra il popolo per vivere furtive avventure notturne ribellandosi all'isolamento a cui è costretta dal suo alto rango. Quando infine incontra Antonio non riesce a convincerlo a ritornare tra le file dei Romani. Riesce però a conquistare Berenice, di cui ha scoperto la vera identità. Dopo aver subito diversi attentati da parte degli uomini del Gran Sacerdote, ed aver conosciuto Marianne, di cui ha liberato il fratello dalla schiavitù, Curridio non può che assistere alla inevitabile fine prima di Antonio e successivamente della regina Cleopatra. Solo a quel punto Ottaviano saluterà con dolore la fine dei suoi due nemici, mentre Curridio ritroverà l'affetto di Marianne.

## Altre notizie
Il film è stato scelto per l'Italia all'interno del progetto 15x15, patrocinato dalla Comunità europea, che si proponeva il restauro di 15 tra i più significativi film europei. L'indicazione per questa pellicola è stata del regista Gianni Amelio.

## Critica
Per "La Stampa" «Il cinema continua a macinare l'antichità greco - romana a suo uso e consumo. Anche qui la storia è strapazzata a dovere, ma, se sorvoliamo sui dialoghi troppo disinvolti, con un certo decoro. La regia di Cottafavi è meno sbrigativa ed arruffona che in altri fumetti in costumi e la zuffa finale ingegnosamente movimentata. (...) ecco l'attrice argentina Linda Cristal sfidare il ridicolo sotto le più incredibili acconciature...».